# 豊住永貞
豊住 永貞（とよすみ の ながさだ）は、平安時代初期の貴族。姓は朝臣。官位は従五位下・若狭守。

## 出自
豊住氏（豊住朝臣）の出自は明らかでない。天長6年（829年）に一族と思しき豊住綿成が外正五位下から内位の従五位下に叙任されている。

## 経歴
承和14年（847年）外従五位下に叙され、翌承和15年（848年）に従五位下・斎宮頭に叙任される。仁寿2年（852年）木工権助に遷るが、斉衡4年（857年）斎宮頭に再任されるなど、仁明朝末から文徳朝にかけて京官を歴任した。
清和朝の貞観2年（860年）若狭守に任ぜられ地方官に転じた。

## 官歴
『六国史』による。
- 時期不詳：正六位上
- 承和14年（847年） 正月7日：外従五位下
- 承和15年（848年） 正月7日：従五位下。2月14日：斎宮頭
- 仁寿2年（852年） 11月7日：木工権助
- 斉衡4年（857年） 正月14日：斎宮頭
- 貞観2年（860年） 正月16日：若狭守